# Idiops hepburni
Idiops hepburni är en spindelart som först beskrevs av Hewitt 1919.  Idiops hepburni ingår i släktet Idiops och familjen Idiopidae. Inga underarter finns listade i Catalogue of Life.